# Rubus palmatus
Rubus palmatus är en rosväxtart som beskrevs av C.P. Thunb. och A. Murray. Rubus palmatus ingår i släktet rubusar, och familjen rosväxter. Inga underarter finns listade i Catalogue of Life.

## Bildgalleri

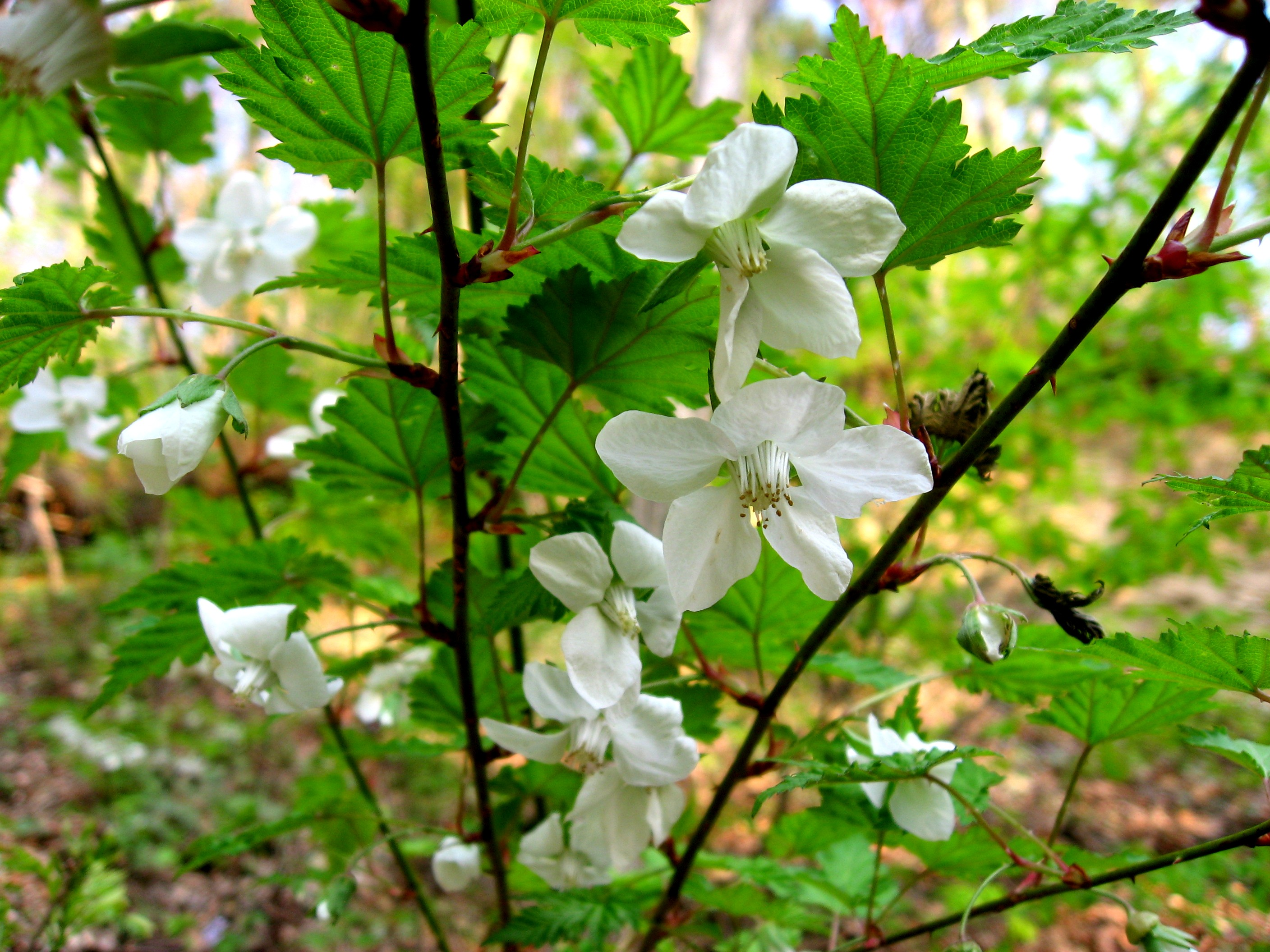
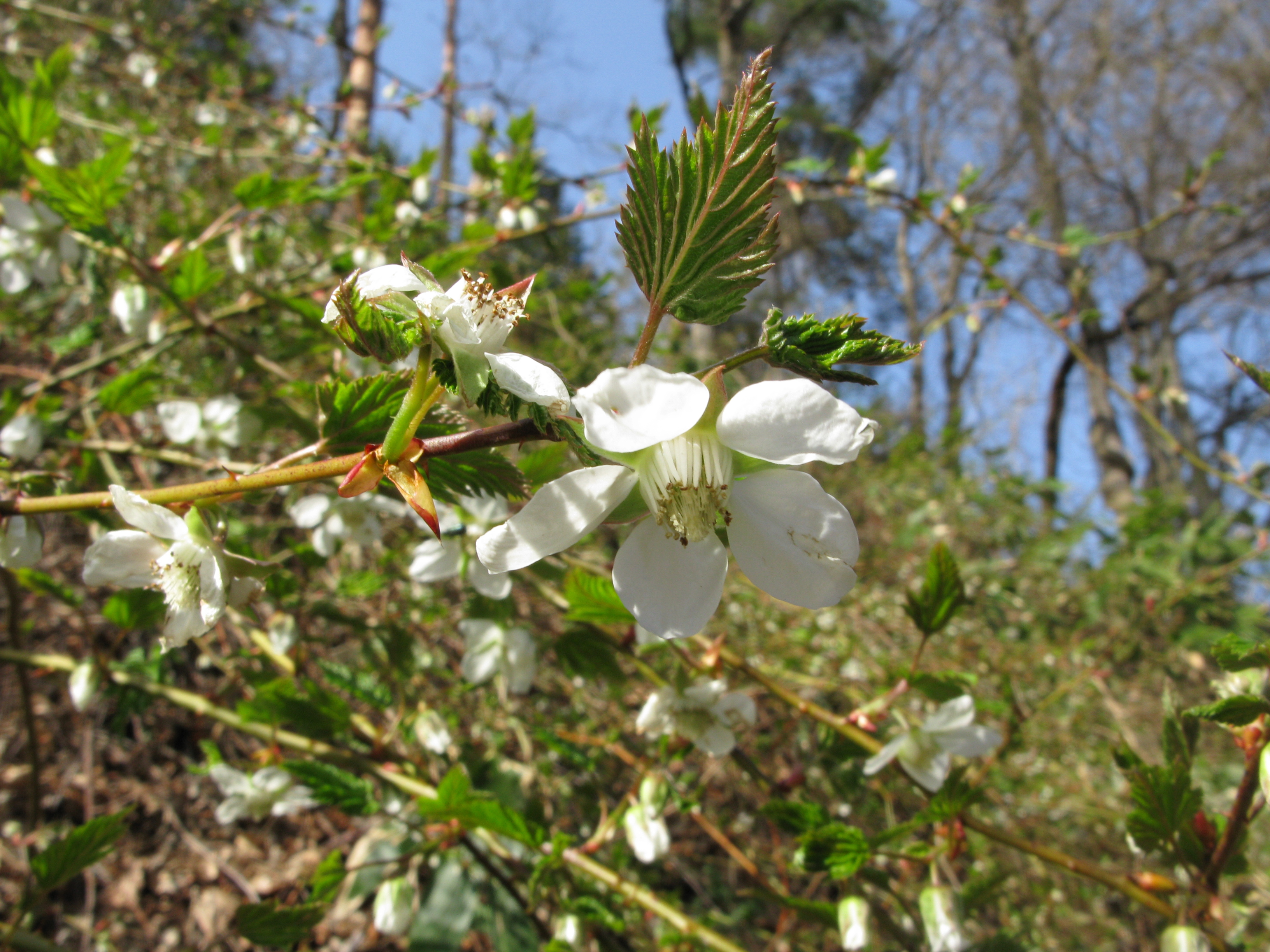
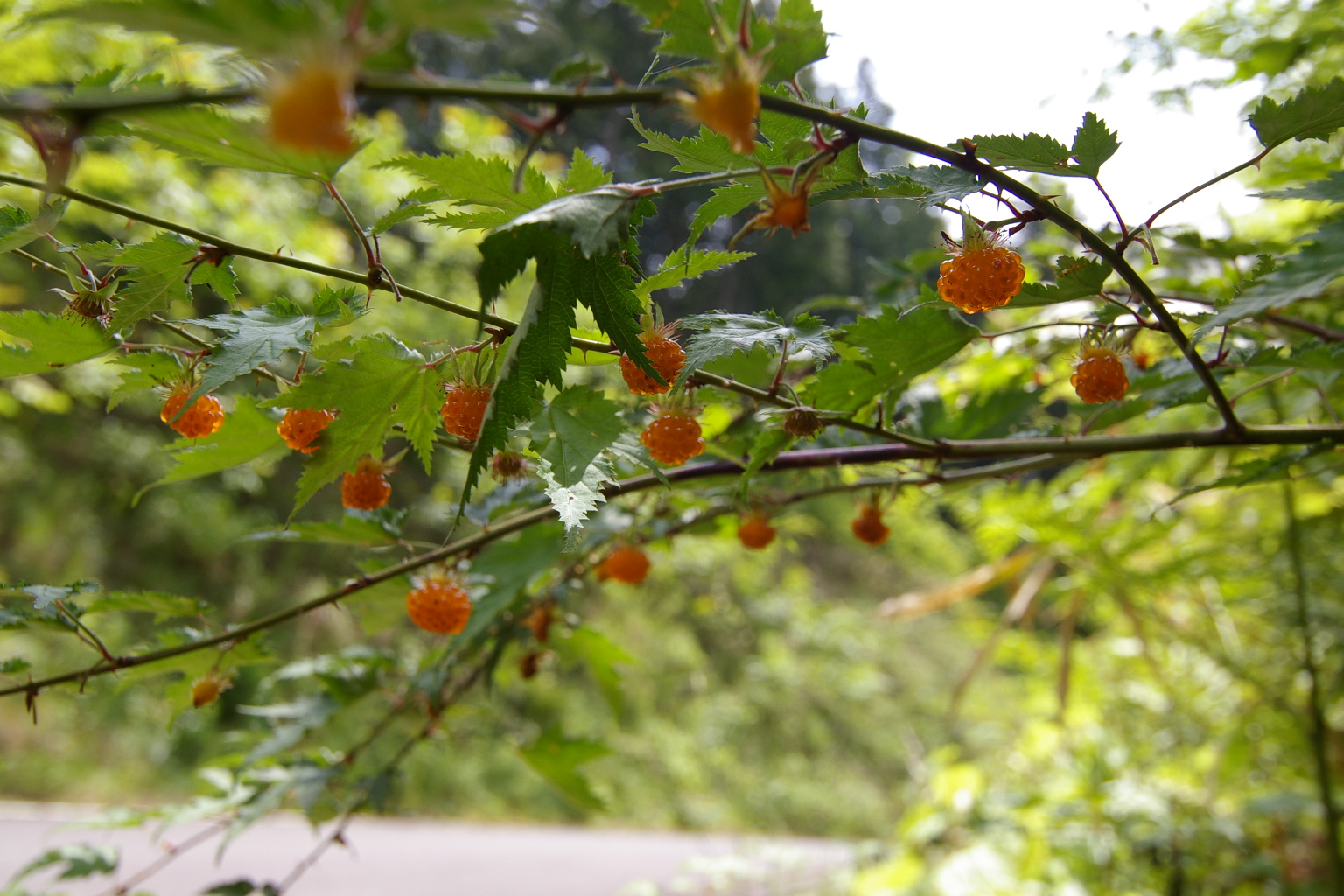
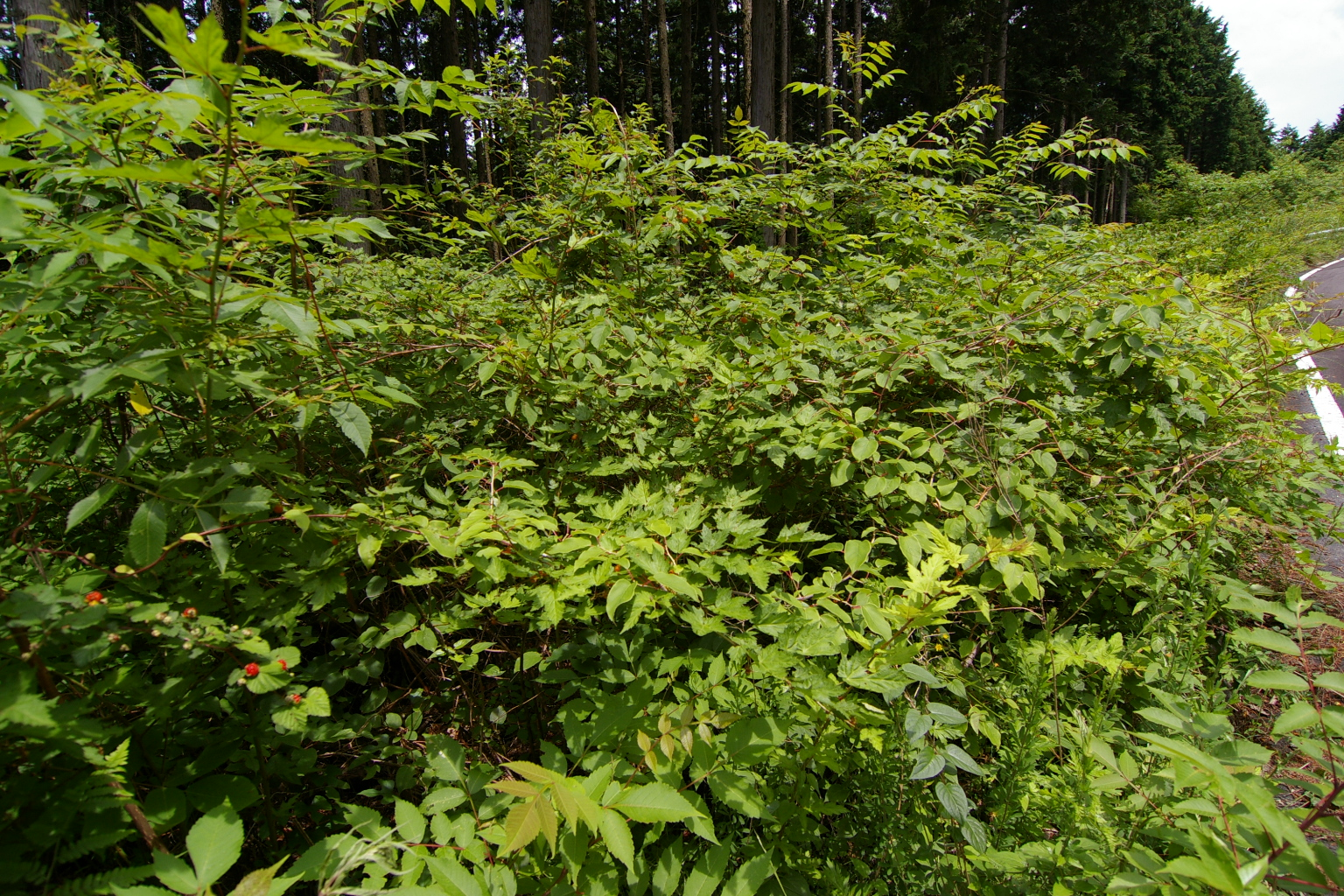
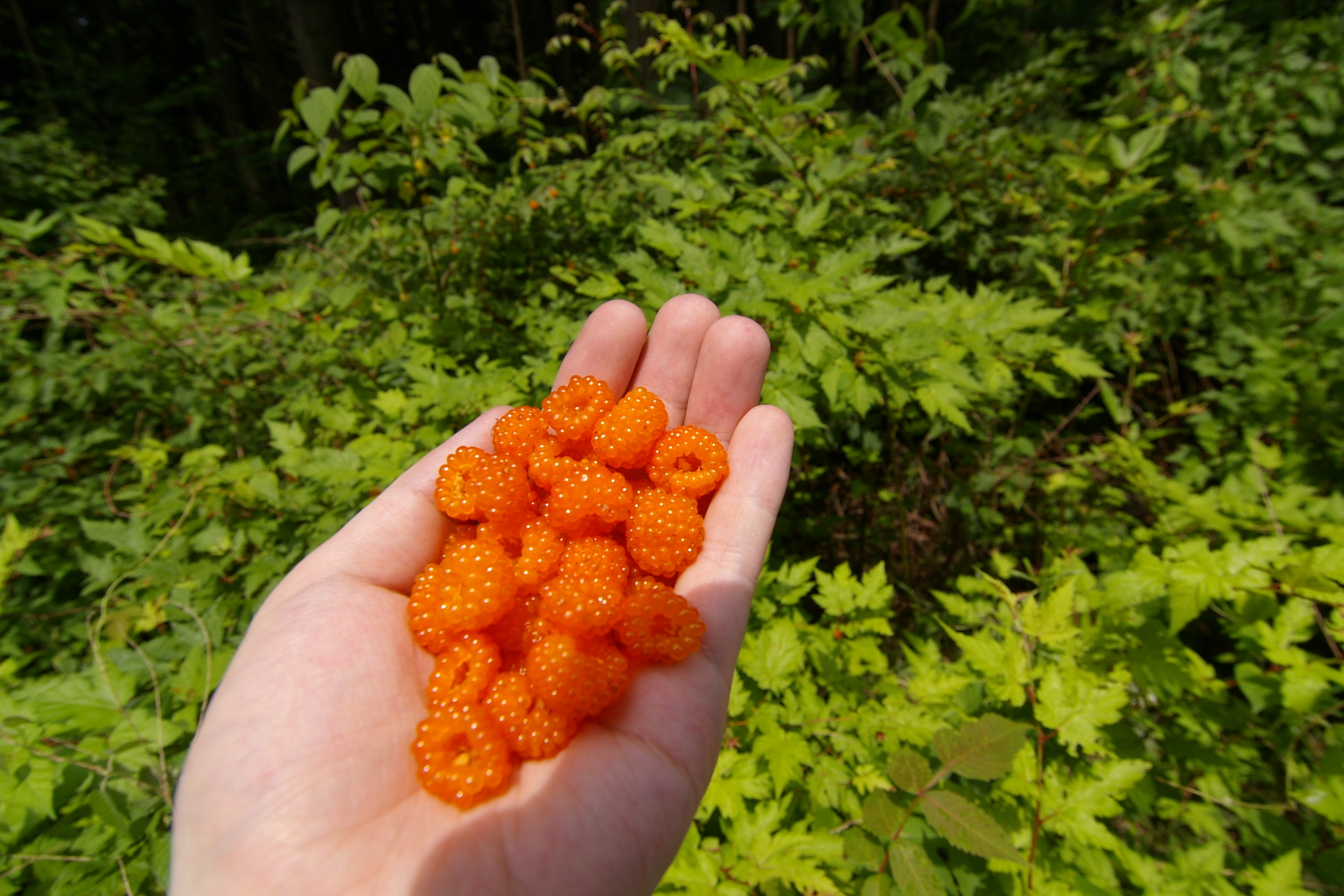